# 1113 Katja
Katja (asteroide 1113) é um asteroide da cintura principal com um diâmetro de 38,5 quilómetros, a 2,6537869 UA. Possui uma excentricidade de 0,1459842 e um período orbital de 2 000,75 dias (5,48 anos).
Katja tem uma velocidade orbital média de 16,89634152 km/s e uma inclinação de 13,30408º.
Esse asteroide foi descoberto em 15 de Agosto de 1928 por Pelageja Shajn.